# Lete
En la mitología griega, Lete (en griego antiguo, Λήθη; romanización, Lḗthē; pronunciación, clásica, lɛː́tʰɛː koiné, lˈeːtʰeː bizantina, lˈiθi; literalmente ‘olvido’), o también Leteo (del latín Lethæus), es uno de los ríos del Hades y a la vez la diosa y personificación del olvido. Los filósofos también lo denominan como el río Ameles (Amelēs potamos; río de la Desatención). Beber de sus aguas provocaba la pérdida inmediata los recuerdos. Algunos griegos antiguos creían que se hacía beber de este río a las almas antes de reencarnarlas, de forma que no recordasen sus vidas pasadas. Su nombre latino es Oblivio — sustantivo también femenino—.  En cuanto a su filiación Lete es hija de Eris pero otros la imaginan hermana de Tánatos e Hipnos. Se dice que todos los ríos son hijos de Océano y Tetis, y pudiera ser conjeturalmente el caso de Lete, pero ninguna fuente confirma esta filiación. 
Ovidio nos habla de cierta Letea —si es que no se trata de una variación poética— , a propósito del viaje de Orfeo al inframundo, y cuyo destino fue la de ser metamorfoseada en piedra.
También existe un río Leteo fuera del contexto mitológico. Es un río de la Jonia minorasiática tributario del Meandro y que dicurre por Aulas, una ciudad de los magnesios.

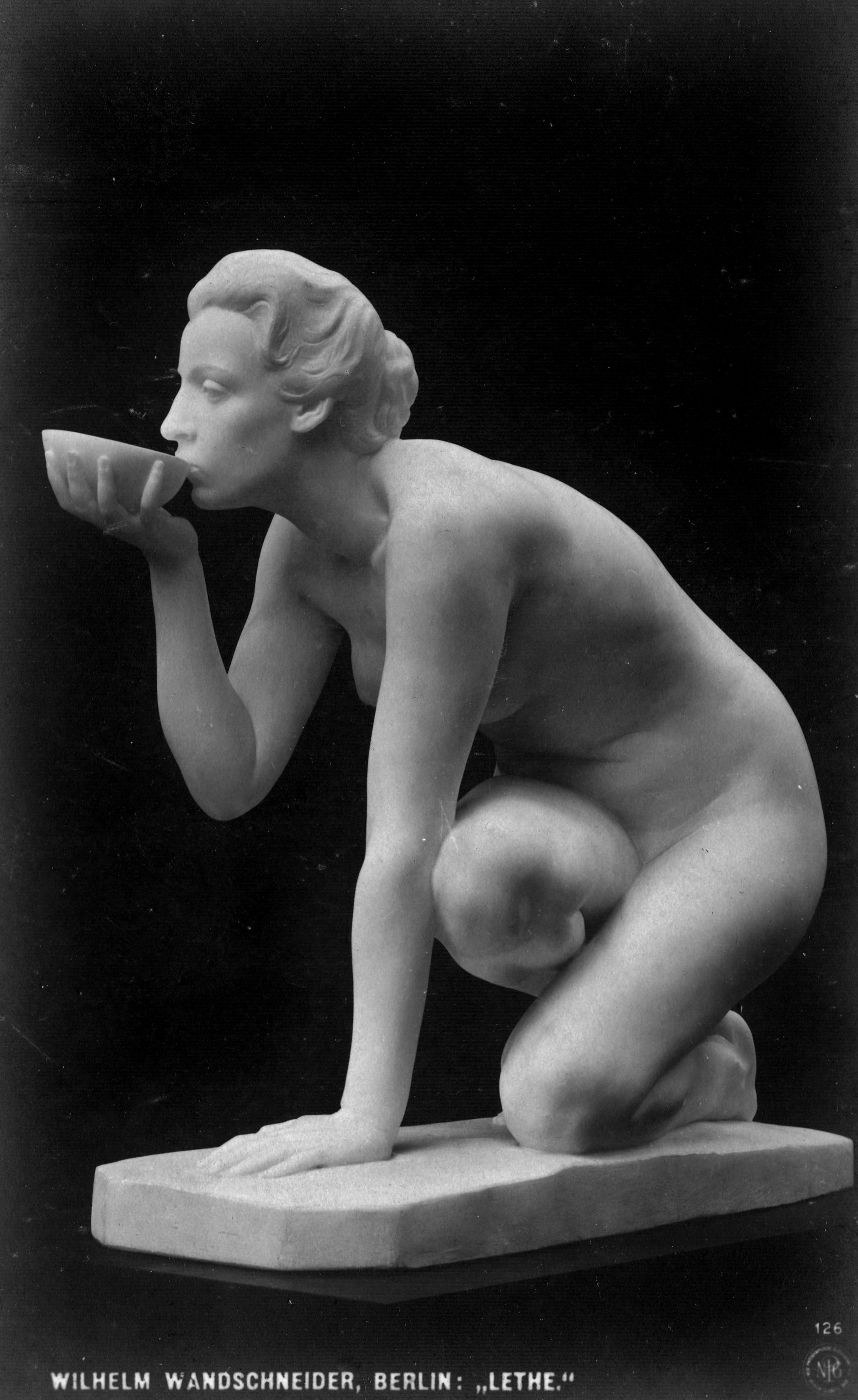
La náyade Lete bebiendo del agua letea, por Wilhelm Wandschneider.

## Diosa del olvido
En algunas fuentes, especialmente en las latinas, Lete es la diosa y personificación del olvido. En la Teogonía, por ejemplo, se nos dice que «por su parte la maldita Discordia (Eris) parió a la dolorosa Fatiga (Ponos), al Olvido (Lete), al Hambre (Limos) y a los Dolores (Algos), por los que se llora». La lista continúa citando a otras personificaciones similares pero en este contexto no se asocia al río del inframundo; la madre de Lete, Eris, alumbró a estos hijos sin intervención masculina. Higino, por su parte dice que el Olvido (Oblivio) nació de la unión entre Éter y Tierra, al igual que otras muchas personificaciones. En los Himnos órficos se nos dice que el Sueño (Hipnos) es «hermano del Olvido (Lete) y de la Muerte (Tánatos)», como remedio de los males que acaecen a los hombres mortales. De la misma manera en la Tebaida, obra latina, se cuenta que «(en) los huecos recovecos de una cueva profunda y rocosa (están) establecidos los salones del perezoso Sueño (Somnus) y su morada imperturbable. El umbral está custodiado por la sombría Quietud (Quies) y el embotado Olvido (Oblivio) y la tórpida Pereza (Ignavia) con semblante siempre somnoliento. La Tranquilidad (Otia) y el Silencio (Silentia) con las alas plegadas, se sientan mudos en el atrio».

## Río del inframundo
Como sucede con los otros ríos del inframundo — como el Estigia, el Aqueronte, el Cocito o el Piriflegentonte— suelen ser citados a menudo en calidad de corrientes de agua y rara vez como personificaciones. En los textos propiamente griegos la corriente del Olvido suele ser citada dentro de contextos filosóficos u órficos. Los poetas romanos fueron quienes más describieron al río Lete, alegando que el barquero Caronte viajaba por sus aguas y que el perro guardián Cerbero podía bloquear la entrada a las corrientes del olvido. De acuerdo a Estacio las aguas del olvido bordeaban las llanuran del Elíseo, que era el destino final de las almas virtuosas.
Apolonio de Rodas dice que el héroe Etálides nunca bebió de las aguas del olvido y por eso sigue reteniendo sus recuerdos. Ovidio escribió que cerca de la tierra de los cimerios, en donde nunca brillan los rayos del sol, se encuentra una caverna profunda bajo una gran montaña, y que en sus profundidades se encuentra el templo y hogar del Sueño (Hipnos): una tierra en donde nacen las amapolas y otras hierbas narcóticas, y de donde fluyen las aguas de la corriente del olvido. Virgilo opina que las aguas del olvido recorren parajes tranquilos y que en sus riberas las almas de los fallecidos, que esperan a ser reencarnadas, beben de sus aguas para remedio de sus tribulaciones.
El mito de Er al final de la República cuenta que los muertos, tras sortear a las tres Moiras, llegan a «la planicie del Olvido a través de un calor terrible y sofocante. En efecto, la planicie estaba desierta de árboles y de cuanto crece de la tierra. Llegada Ia tarde acamparon a la orilla del río de la Desatención —Ameles—  , cuyas aguas ninguna vasija puede retenerlas. Todas las almas estaban obligadas a beber una medida de agua, pero a algunas no las preservaba su sabiduría de beber más allá de la medida, y así, tras beber, se olvidaban de todo». Unos versos más adelante Platón lo denomina como «río del Olvido».
Había dos ríos llamados Lete y Mnemósine en el altar de Trofonio en Beocia, de los que los adoradores bebían antes de hacer consultas oraculares con el dios. Algunas religiones mistéricas privadas enseñaban igualmente la existencia de otro río, el Mnemósine, cuyas aguas al ser bebidas, al contrario de las aguas de Lete, hacían recordar todo y alcanzar la omnisciencia. A los iniciados se enseñaba que se les daría a elegir de qué río beber tras la muerte y que debían beber del Mnemósine en lugar del Lete. Estos dos ríos aparecen en varios versos inscritos en placas de oro del siglo IV a. C. en adelante, halladas en Turios al sur de Italia y por todo el mundo griego.